# Loraine Slomp Giron
Loraine Slomp Giron (Caxias do Sul, 1937 – 2021) foi uma professora, historiadora, pesquisadora e escritora brasileira.

## Biografia
Estudou no Colégio São José, e depois mudou-se para Porto Alegre a fim de completar seus estudos no Colégio Bom Conselho. Neste educandário, entrando em contato com alunos da classe alta, despertou seu interesse pelos assuntos da imigração e da formação da sociedade. Nos anos 1950 ingressou na Pontifícia Universidade Católica do Rio Grande do Sul buscando a graduação em História. Iniciando então pesquisas mais aprofundadas sobre a história de Caxias do Sul, percebeu a grande escassez de bibliografia. Ao mesmo tempo, um de seus professores lhe disse que os italianos não haviam deixado uma marca significativa na cultura do Rio Grande do Sul, o que estimulou seu interesse. Segundo Mocellin, "o não-reconhecimento acadêmico de seu grupo de origem a estimulou a investigá-lo, e, como decorrência, a tentar lhe dar reconhecimento acadêmico".
Terminado o curso, já casada em com um filho, voltou a Caxias, onde passou a dar aulas de História no Colégio São Carlos, ali permanecendo dez anos. Em 1961 a Faculdade de Filosofia abriu o curso de História, e Giron foi convidada para chefiar a cátedra de História da América. Dois anos depois acumulou o cargo de professora de Geografia no Colégio Cristóvão de Mendonza. No tempo da ditadura militar assumiu uma posição de esquerda, chegando a pensar em engajar-se na guerrilha, o que não ocorreu, mas colaborou com o Partido Comunista Brasileiro e experimentou dificuldades. Nesta mesma época seu casamento terminou. Em 1972 iniciou seu mestrado em História Econômica na Universidade Federal do Paraná. Tinha a ideia de estudar a imigração e a escravidão, mas por insistência da orientadora, voltou-se ao tema do cooperativismo. O mestrado não foi concluído e em 1973 voltou a Caxias, onde passou a ensinar na Universidade de Caxias do Sul.
Nesta época desenvolveu atividades de pesquisa arquivística com seus alunos, e tomou conhecimento do estado de abandono e degradação em que se encontrava a documentação municipal. Em 1974 foi convidada por Maria Clary Frigeri Horn para colaborar na organização do Museu Municipal, que estava mudando de sede e no ano seguinte incorporava o recém-criado Arquivo Histórico Municipal, trabalhando neste projeto por dois anos. Depois, por questões ideológicas, foi transferida para a Delegacia de Educação, onde permaneceu até 1980, quando se licenciou. Depois começou a lecionar as disciplinas de Teoria e Metodologia na UCS, e sua produção em pesquisa se intensificou, publicando uma série de livros e artigos. Entrando em contato com a literatura de Jacques Lacan, Louis Althusser e Michel Foucault, decidiu fazer um mestrado em Filosofia e Epistemologia das Ciências Sociais na UFRGS, e "de uma marxista convicta, eu me tornei uma hegeliana teórica", como declarou em entrevista. Em 1989 concluiu seu doutorado na PUC de São Paulo com uma tese sobre imigração e sociedade, que resultou no livro As Sombras do Littorio: o fascismo no Rio Grande do Sul. Após, passou a se dedicar aos temas da mulher, da presença negra e da evolução econômica na colônia, também produzindo vários textos. Coordenou vários grupos de pesquisa na UCS.
Considerada uma referência importante no estudo da imigração italiana no Rio Grande do Sul, da industrialização e economia da região colonial, do papel social da mulher e da história de Caxias do Sul, em 2009, por relevantes serviços prestados à comunidade, recebeu a mais importante comenda outorgada pela Municipalidade de Caxias, a Medalha Monumento Nacional ao Imigrante. Em 2016 recebeu homenagem do Arquivo Histórico Municipal pelo seu envolvimento na fundação da instituição.

## Obras
Individualmente ou em parceria com outros pesquisadores publicou diversos livros e mais de 200 artigos, entre eles:
- Negros: da África à Serra Gaúcha. Caxias do Sul: EDUCS, 2010 (com Roberto Radunz)
- Caxias Centenária. Caxias do Sul: EDUCS, 2010 (Organizadora com Roberto Nascimento e colaboradora)
- Interfaces: cultura, comunicação e turismo. Caxias do Sul: EDUCS, 2009 (Com Max Lebreton e Kenia Pozenato)
- 80 anos de lutas - 1929-2009: A Cooperativa Forqueta e o Cooperativismo Vitivinícola Gaúcho. Porto Alegre: SESCOOP, 2009
- Presença Africana na Serra Gaúcha. Porto Alegre: Letra e Vida, 2009
- Dominação e Subordinação: mulher e trabalho na pequena propriedade. Porto Alegre: Edições EST, 2008
- História da Imigração Italiana no Rio Grande do Sul. Porto Alegre: EST, 2007
- Imigração e Cultura. Caxias do Sul: EDUCS, 2007 (Com Roberto Radunz)
- 100 Anos de Imprensa Regional: 1897-1997. Caxias do Sul: EDUCS, 2004
- Terra e Homens: Colônias e Colonos no Brasil. Caxias do Sul: EDUCS, 2004 (Com Heloísa Bergamaschi)
- Casas de Negócio: 125 Anos de Imigração Italiana e o Comércio Regional. Caxias do Sul: EDUCS, 2001 (Com Heloísa Bergamaschi)
- Refletindo a Cidadania. Caxias do Sul: EDUCS, 2000
- A Força das Mulheres Proprietárias. Caxias do Sul: EDUCS, 1998
- As Sombras do Littorio: o fascismo no Rio Grande do Sul. Parlenda, 1994
- Caxias do Sul: Evolução Histórica. Caxias do Sul: UCS/Prefeitura Municipal; Porto Alegre: EST, 1977
- Imigração e Colonização. Porto Alegre: Mercado Aberto, 1975